# Kolondiéba
Kolondiéba è un comune rurale del Mali, capoluogo del circondario omonimo, nella regione di Sikasso.